# Eclissi solare del 21 giugno 2001
L'eclissi solare del 21 giugno 2001 è un evento astronomico che ha avuto luogo il suddetto giorno attorno alle ore 12:04 UTC.